# 神戸洋服商殺人事件
神戸洋服商殺人事件（こうべようふくしょう さつじんじけん）とは、1951年（昭和26年）1月17日に兵庫県神戸市生田区（現・中央区）で発生した殺人事件。

## 事件の概要
1951年1月17日、兵庫県神戸市生田区の洋服商にオーバーコートを着た男が一人で入店。その男は以前にもオーバーコートを買ったことがあり、洋服商とは顔見知りであった。その男は真冬にもかかわらず薄着であったため、洋服商は男の身なりに同情しぜんざいを振る舞い、更に近くの飲み屋で酒を奢った。帰り際には「脱線せんと、まっすぐ家に帰りなはれや」と暖かい言葉をかけて別れた。
1時間後、男は再度洋服商のところに訪れたが、洋服商は既に就寝していた。洋服商の妻はそのことを告げたが、男は勝手に家に上がりこみ、洋服商を起こそうとした。そのとき金槌が視界に入り、突如殺意が芽生えて洋服商夫妻を撲殺した。
10日後の1月27日、男は警察に逮捕された。

## 犯人
犯人は慶尚南道出身の在日朝鮮人で、幼少時に内地に移り住んだ。貧困ではあったが、学業に優れていたため、1944年に旧制専門学校の広島工業専門学校（現在の広島大学工学部）に入学することができた。
戦後、犯人は「三国人」の一員として羽振りをきかせるようになり生活が乱れ始めた。そして、米軍キャンプで窃盗をしたため、米軍の軍事裁判で重労働6月の実刑判決を受けた。そのため、広島工専を退学し転落人生を歩むこととなった。

## 裁判
犯人は、強盗殺人罪で起訴された。犯人は無罪を主張したが、「恩人殺し」の情状の悪さから一審の神戸地方裁判所で死刑判決が下った。犯人は直ちに控訴したが、二審の大阪高等裁判所でも死刑が言い渡された。1955年12月16日、最高裁判所は上告を棄却し死刑が確定した。

### 犯人の訴訟作戦
この犯人の特筆すべき点は、自身が犯した犯罪よりも、むしろ死刑を回避するために起こした各種の訴訟にある。
当時、犯人が収監されていた大阪拘置所には吹田・枚方事件の関係者が数多くおり、彼らが「監獄闘争」をやっていたのを目の当たりにして、自分もそれに倣うことになった。犯人は国選弁護人から六法全書などの法律書を差し入れてもらい、徹底的に法律を勉強した。
まず手始めに犯人とじかに接する刑務官を片っ端から公務員職権濫用罪で告訴した。検察官はその度に不起訴処分にしていたが、犯人は付審判請求でそれに対抗した。
やがて犯人は行政訴訟も手がけるようになり、「文書図画閲読禁止処分に対する不服事件（大阪地裁昭和29年（行）79号）」で一部勝訴を得ることに成功した。
この行政訴訟で犯人は有名となり、「絞首刑違憲訴訟」など様々な行政訴訟を起こし、裁判所より死刑執行停止命令を2回出させることにも成功した。
しかし、「絞首刑違憲訴訟」は一審で敗訴した。この頃を境に刑務当局は体制を一新し、犯人に対する規制を強め始めた。1963年4月、最高裁判所は上告を棄却、それとともに死刑執行停止命令の効力も失った。
1963年7月17日に大阪拘置所で死刑が執行された。